# Усхићеност
Усхићеност или екстаза (од грчке речи ekstasis - "бити изван себе, отићи на друго место") је израз који се користио у старогрчкој, хришћанској и егзистенцијалној филозофији. Различите традиције које користе овај концепт имају радикално различите перспективе.

## Старогрчка филозофија
Према Плотину, екстаза је кулминација људских могућности. Он описује екстазу као визију неког другог светског ентитета - облик екстазе који се односи на индивидуално, као хиптнотичко, искуство Бога.

## Хришћански мистицизам
Међу хришћанским мистицима, Бернард од Клервоа, Мајстор Екхарт и Терезија Авилска, имали су мистична искуства екстазе или су причали о усхићеним визијама Бога.

## Егзистенцијална филозофија
Термин се тренутно користи у филозофији и обично значи "ван себе". На пример, нечија свесност није самоограђена, јер неко може бити свестан друге особе која је изван нечије суштине. У одређеном смислу, свест је обично "изван себе", јер њен предмет није она сама(оно о чему размишља или спознаје). Ово је у супротности са појмом енстаза, што значи "бити у себи" и односи се на посматрање из перспективе шпекуланта.

## Друге употребе израза
Термин "екстаза" такође користе филозофи када упућују на појачано стање задовољства или подручје свести које су можда други теоретичари игнорисали; на сексуална искуства са другом особом, или као опште стање интензивног емоционалног узбуђења. То може укључивати епифанију, интензивну свест према нечему или изузетне физичке везе са другима.